# Fallah Johnson
Fallah Johnson (né le 26 octobre 1976 au Liberia) est un joueur de football international libérien, qui évoluait au poste de défenseur.

## Biographie

### Carrière en sélection
Avec l'équipe du Liberia, il joue 34 matchs (pour aucun but inscrit) entre 1996 et 2004. 
Il figure dans le groupe des sélectionnés lors des CAN de 1996 et de 2002, où son équipe est éliminée à chaque fois au premier tour.
Il joue enfin 16 matchs comptant pour les tours préliminaires de la Coupe du monde, lors des éditions 1998, 2002 et 2006.

## Palmarès
- Champion du Liberia en 1995 et 2002
- Vainqueur de la Coupe du Liberia en 1995 et 1999